# 碇穹一
碇 穹一（いかり きゅういち、1944年 - 2016年11月20日）は、日本のカーデザイナー。富士重工業（現・SUBARU）のデザイナーとして、スバル・アルシオーネのデザインを手がけた人物として知られる。

## 生涯
1944年（昭和19年）、千葉県に生まれる。幼少期を八日市場（現・匝瑳市）で過ごし、旭市で映画館を経営していた叔父の影響で自動車に関心を持つ。中学生のとき自動車の設計士を志し、千葉県立匝瑳高等学校を卒業後、御茶の水美術学院での浪人生活を経て、スバル・360のデザイナー・佐々木達三が教鞭を振るっていた武蔵野美術大学に進学した。大学では造形学部工芸工業デザイン学科を専攻し、1969年（昭和44年）に卒業。富士重工業に入社し、スバル技術本部デザイン課に配属、群馬県太田市の社員寮へと入寮する。初の愛車はスバル・ff-1であった。1973年（昭和48年）、先輩社員であった矢古宇宏の紹介で知り合った女性と結婚。仲人は佐々木達三が務めた。在職中、アメリカ合衆国アートセンター・カレッジ・オブ・デザイン留学（1980年 - ）、ヨーロッパ駐在（1990年 - ）、しげる工業への出向（2000年 - ）を経験。2004年（平成16年）、スバルカスタマイズ工房へと移籍し、2005年（平成17年）に退職。晩年は書籍の執筆や郷土史雑誌への寄稿、自動車ファンとの交流、母校である匝瑳高校の同窓会東京支部「匝東会」役員（副会長）を務めるなどして過ごし、2016年（平成28年）11月20日、群馬県太田市で死去した。

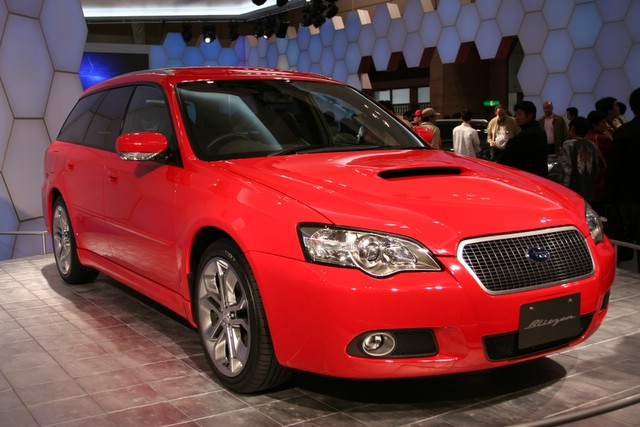
スバルカスタマイズ工房が手がけたブリッツェン（画像は碇の退職後に発売された2006年モデル）

## 実績
スバル・レックス（初代550cc）
軽自動車エンジン排気量550cc化に伴い、後部のガラスハッチ周りをデザイン。
スバル・サンバー（3代目550cc）
同じく550cc化に伴い、大型のフロントグリルやハイルーフの形状をまとめる。
スバル・アルシオーネ
加藤登のもと、杉本清や加藤秀文らとともに1/4スケールモデルを製作し、ほぼそのままの外観形状でフルスケール化。スバル・オブ・アメリカから提示されたマルチェロ・ガンディーニによる作品「アスコット」とイメージを共通するものとなっている。内装についてもステアリング・ホイール周りの特徴的なスイッチ類、攻撃ヘリコプターの操縦桿をモチーフとしたシフトレバーなど、ハイテク感満載のデザインに仕上げた。
スバル・サンバー（5代目クラシック）
当初、猿川洋史が手がけていたサンバークラシック企画を継承。
スバル・ヴィヴィオ（年次改良）
フェイスリフトを手がけるも難航。デビュー当初のデザインには及ばず。
スバル・インプレッサ（初代）
開発初期にインテリアデザインに着手して間もなくヨーロッパ駐在が決定。後任へと引き継がれた。
スバル・ジャスティ（初代コンバーチブル企画)
ヨーロッパでジャスティの延命を意図して企画するも実現せず。
リッターカークラスのコンパクトカー企画
女性向けの小型車として、軽快でスポーティなハッチバック車をデザインするも、社外からのエンジン調達にめどが立たず、企画自体が頓挫。
スバル・レガシィ ブリッツェン 2005年モデル
スバルカスタマイズ工房移籍後、本モデルのプロデューサーを務める。4代目レガシィB4 2.0GTをベースとする本モデルは、ブリッツェンとしては3世代目となる。初代から受け継いだワイルドさ、2代目から受け継いだエレガントさに加え、都会的なイメージ「カジュアルアクセント」の3つを骨子として、ヨーロッパのデザイナーとの共同開発にあたった。本モデルの発売後、間もなく定年退職を迎えている。

## その他
- 自動車雑誌『クラブレガシィ 2005年4月号』において、レガシィ ブリッツェン 2005年モデルの特集記事が組まれた。その際、碇ら開発関係者がインタビューに応じており、「スバル車以外で気に入っている車は」との質問に対して、碇はデ・トマソ・マングスタ、フォルクスワーゲン・カルマンギア、アルファロメオ・ジュリア・スプリント・スペチアーレの3車を挙げた[24]。